# しがスタ!
『しがスタ!』（しがすた）は、KBS滋賀で金曜日14:30-17:00に放送していたラジオ番組。

## 概要
1215kHz KBS滋賀スタジオから、とれたて「メイド・イン・滋賀」の情報満載で放送する金曜午後のワイド番組。2009年3月26日まで放送されていた「さんさんわいど滋賀」から3年半振りとなるKBS滋賀独自番組である。
同時間帯、京都本局と福知山局、舞鶴局では、「金曜やのパンチ★」を放送している。
2013年1月4日 - 3月22日は、人権啓発ラジオ番組「京都人権情報」放送のため、14:40からの開始。

## パーソナリティ
- 井上さゆ梨（いのうえ さゆり、3月30日生まれ）
  - 石川県金沢市出身、滋賀県草津市在住。金沢大学医療技術短期大学部卒業。父親は銀行員。姉、妹がいる。大阪テレビタレントビューロー所属。ラジオパーソナリティ、お買い物キャスター、訪問看護士。身長160cm。血液型A型。既婚、1女あり。「日曜とーく」リポーター、「シルバー賛歌」（2011年9月3日 - 10月1日 金曜16:30 - 17:30、KBS京都ラジオ）メイン担当。別名「ナース井上」。お買い物キャスター界の自称「美肌女王」。北陸ミスフジカラー（大学時）。巨人ファン。

## コーナー
- さゆ梨のちょっと気になるクイズ
  - 3択クイズ。正解者の中からKBSきらきらボールペン2本セットをプレゼント。
- 女性のための健康講座
  - 女性の健康に関する様々な情報を届ける。神野レディースクリニックの医師やスタッフが出演。
- 天気予報
- 3時の珈琲ブレイク!
  - 出演:算命術家このはなけいし。毎月第1週は、「近江の暦」（「さざなBeゲーション」から移行）と題して暦の話をする。毎月第2・第4週は、彦根や長浜などを中心に滋賀県の各界で活躍している様々な方をゲストに話を聞く。毎月第3・5週は、このはなけいしによる算命学占い。
- オールディーズビジット
  - 懐かしいオールディーズの名曲を放送
- キラリ☆滋賀ネット!
  - 滋賀の町づくり町おこしに頑張る人にスポットライトをあてるコーナー
- 今週の音屋の1曲（2013年1月18日 - ）
  - 音屋リクエスト。番組ミキサーみずやん、ねこさんが選ぶ渾身の1曲
- いきいきライフ
  - 看護士としても活動している井上さゆ梨が、活動の中で感じるいきいきとした人生を送るためのワンポイントをお届けするコーナー。
- 彦根市便り 彦根市からのお知らせ
- KBS滋賀交通情報
- 交通取締情報
- 今日の小ネタ（2013年4月 - ）
- 料亭旅館やす井のコーナー（2013年4月 - 第4週）女将 安井ちなみ

終了したコーナー
- おうみ大好き
  - 井上さゆ梨が滋賀の街をぶらぶらしようというコーナー
- おうみ道の駅ガイド!
  - 滋賀県の道の駅にスポットをあてて、その地域の文化や歴史や名勝、特産品などを電話インタビューで紹介。
- 今日の一品
  - 夕食のヒントとなるような一品を紹介したり、今話題となっている食の話題を放送。
- 大橋珍味堂からのお知らせ
  - 井上さゆ梨が大橋珍味堂の商品を食べて感想を言ったり、プレゼントの告知をする。